# Municipio de San Francisco
El municipio de San Francisco (en inglés: San Francisco Township) es un municipio ubicado en el condado de Carver en el estado estadounidense de Minnesota. En el año 2010 tenía una población de 832 habitantes y una densidad poblacional de 13,34 personas por km².

## Geografía
El municipio de San Francisco se encuentra ubicado en las coordenadas 44°41′47″N 93°42′13″O / 44.69639, -93.70361. Según la Oficina del Censo de los Estados Unidos, el municipio tiene una superficie total de 62.36 km², de la cual 60,28 km² corresponden a tierra firme y (3,33 %) 2,08 km² es agua.

## Demografía
Según el censo de 2010, había 832 personas residiendo en el municipio de San Francisco. La densidad de población era de 13,34 hab./km². De los 832 habitantes, el municipio de San Francisco estaba compuesto por el 98,44 % blancos, el 0,12 % eran amerindios, el 0,48 % eran asiáticos, el 0,36 % eran de otras razas y el 0,6 % eran de una mezcla de razas. Del total de la población el 1,2 % eran hispanos o latinos de cualquier raza.